# Fáraó masztabája
A fáraó masztabája (arabul: مصطبة الفرعون,) a IV. dinasztia utolsó uralkodójának, Sepszeszkafnak nyughelye. A szakkarai nekropolisz területén helyezkedik el, elkülönülve közvetlen elődeinek temetkezési helyétől, a gízai piramismezőtől, visszatérve az I. és II. dinasztia tisztviselőinek körzetébe. A sír alakja és szerkezete különleges, masztaba alakú, mint az archaikus tisztviselősírok, de a piramisépítés technológiájával készült. A korabeli feliratok piramisként említik.

## Építtetője
Sepszeszkaf, Menkauré fia az óbirodalom kevéssé ismert alakja. Annak ellenére, hogy feleségei is ismertek, több személyt a gyermekének tartanak, mégis özvegye révén Uszerkaffal új dinasztia kezdődik halála után. Általános vélemény szerint rövid ideig, alig öt esztendeig uralkodott.

## Helyszín
A fáraó masztabája a szakkarai nekropolisz területén áll, annak is a déli részén. Egy olyan eldugott vádi mellett építették, ahonnan egyetlen korábbi piramist sem látni, még a gízaiakat sem. Ezen a környéken majd csak a VI. és XIII. dinasztia egyes uralkodói építtettek maguknak sírt.
Szakkarában Sepszeszkaf idején az egy évszázada nem használt archaikus kori és kora óbirodalmi temető volt, amelyben az I. és II. dinasztia korának alsó-egyiptomi tisztviselői, valamint a III. dinasztia lépcsős piramisokat építő uralkodói temetkeztek. A hely Huni óta elhagyatott volt. A helyválasztásban csakúgy, mint Sepszeszkaf néhány más döntésében szerepet játszhatott egyfajta múlt felé fordulás, a IV. dinasztia mintáitól való eltérés szándéka. A következő király, Uszerkaf egyenesen a Dzsószer-piramis körzetén belülre temetkezett, a későbbi utódok Dahsúrban építettek sírt, majd a VI. dinasztia újra visszatért Szakkarába, de a gízai sírvárost végleg elhagyták.

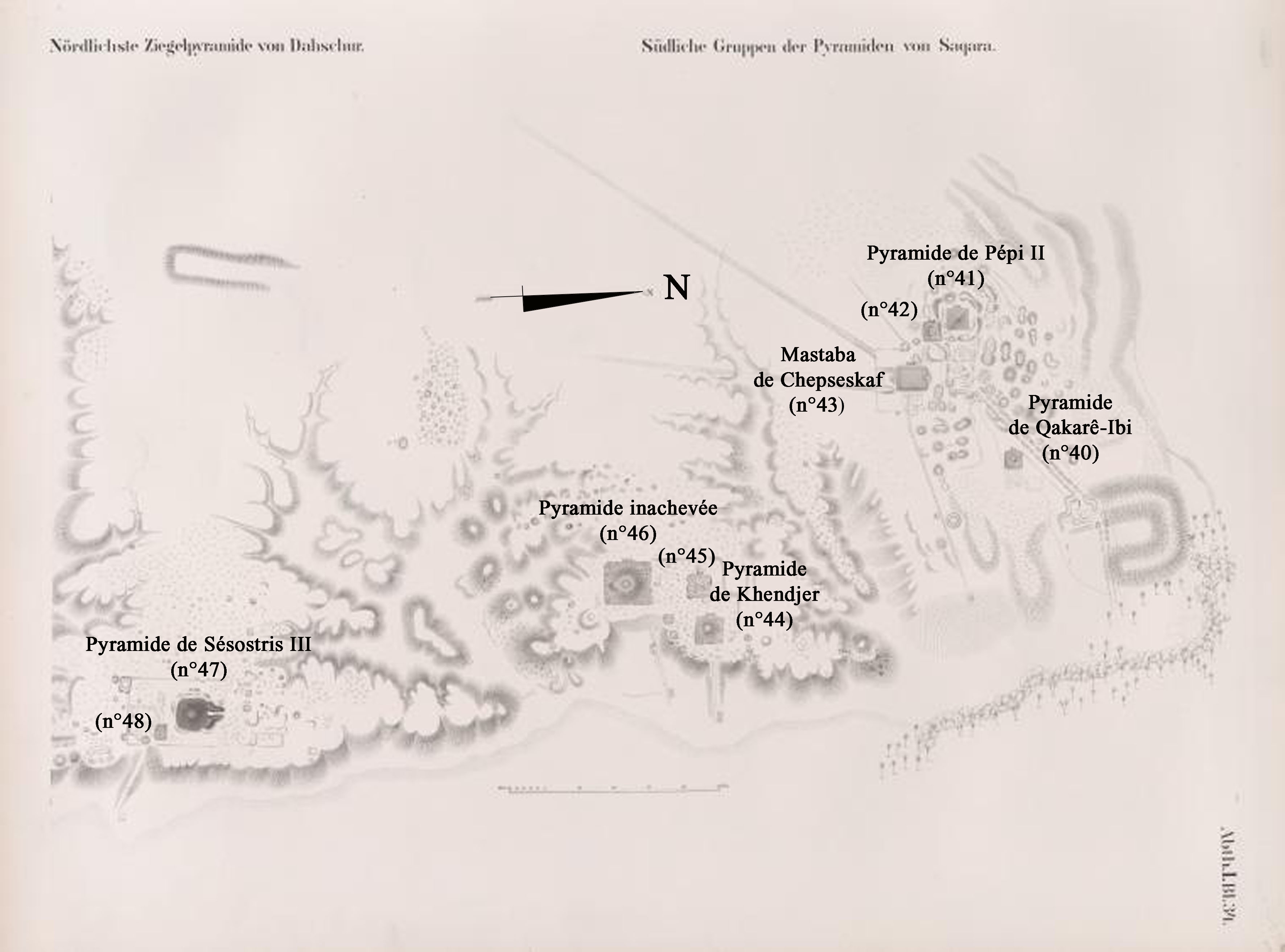
Lepsius térképe a dél-szakkarai temetőről
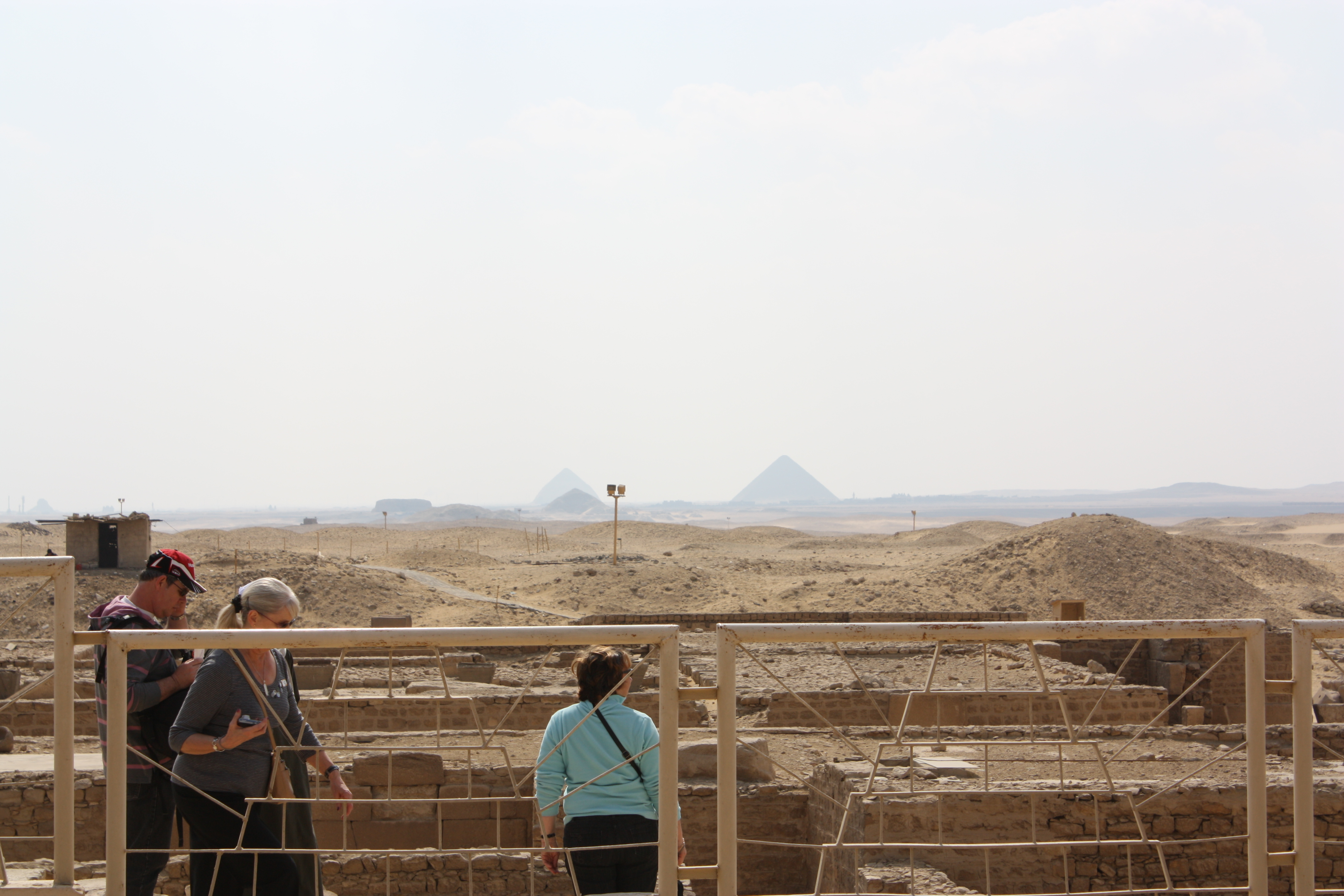
Dél-Szakkara látkép, a háttérben Dahsúrral
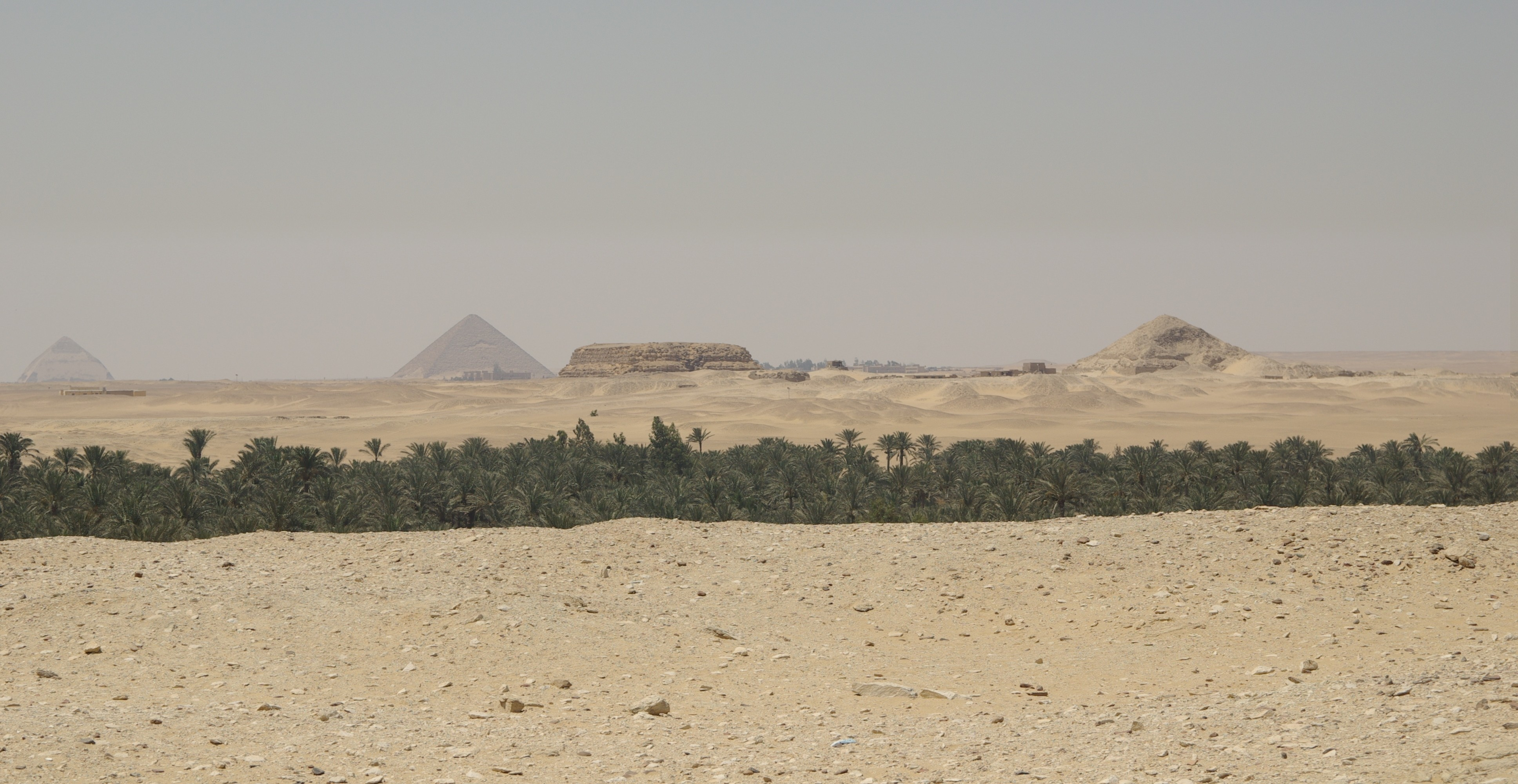
Látkép: Dél-Szakkara és Dahsúr
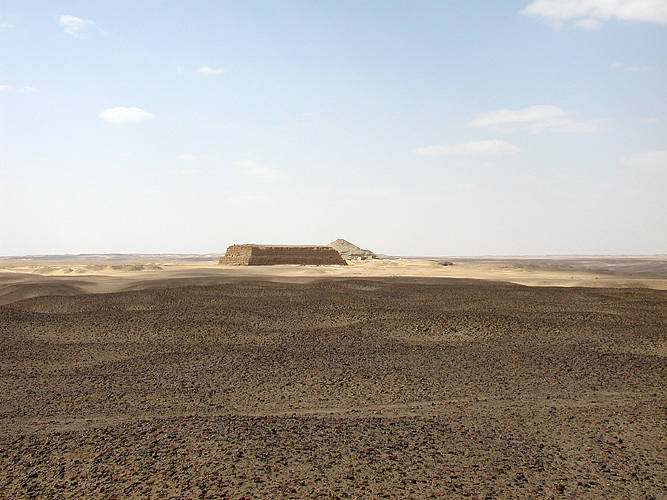
A fáraó masztabája, a háttérben II. Pepi piramisa

## Feltárása
A masztabába az újkorban elsőnek John Shae Perring ereszkedett le 1839-ben. Karl Richard Lepsius a szakkarai térképezés alkalmával 1843-ban felkereste a sírt, de további vizsgálatokat nem végzett. Az alépítményt először 1858-ban Auguste Mariette tárta fel, de igazán alapos tanulmányozására csak az 1924–1925-ös ásatási évadban Gustave Jéquier kerített sort. Ő határozta meg elsőként a sír igazi tulajdonosát egy sztélé alapján, mivel korábban Unisz sírjának tartották.

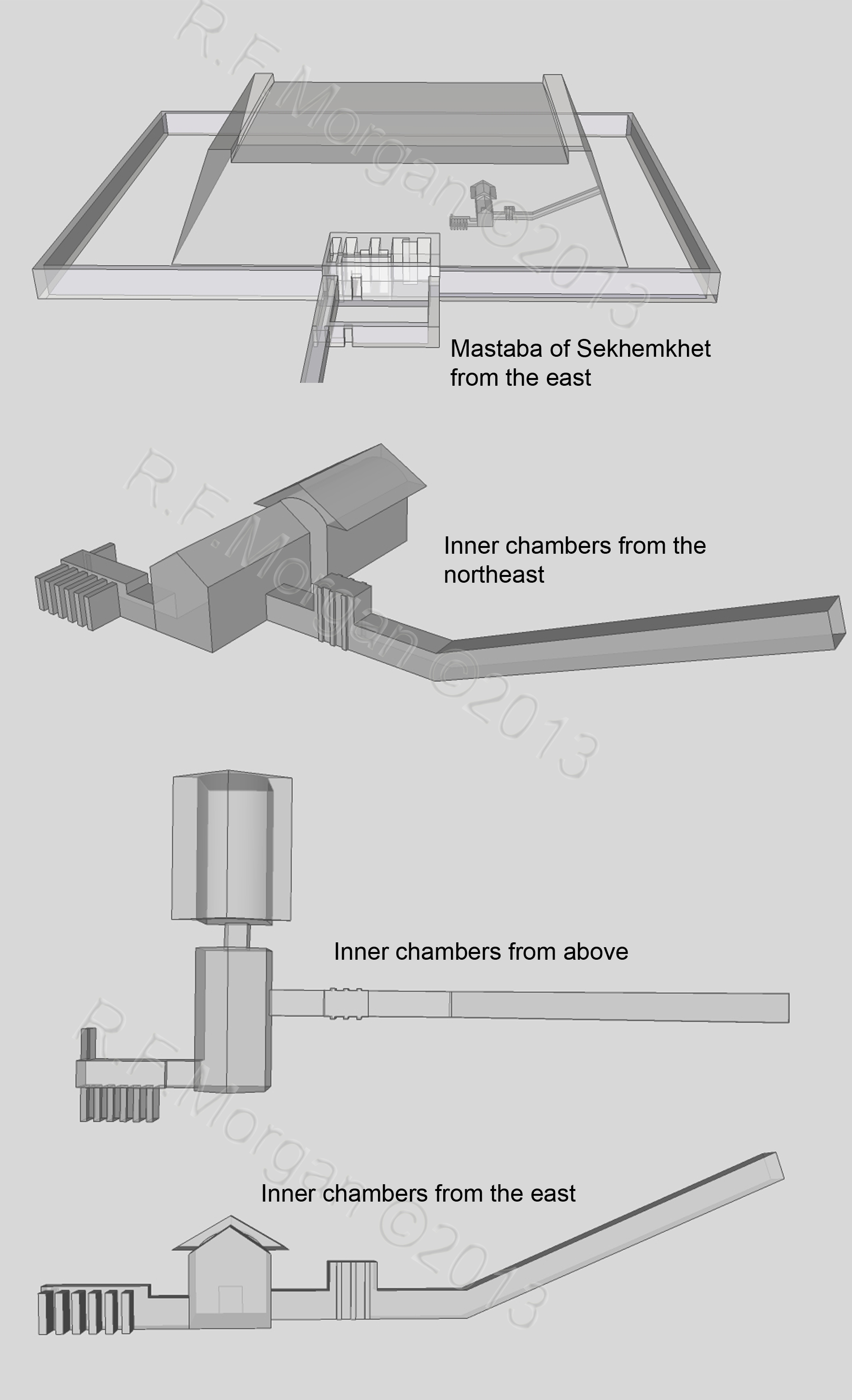
A sír rekonstrukciós rajzai
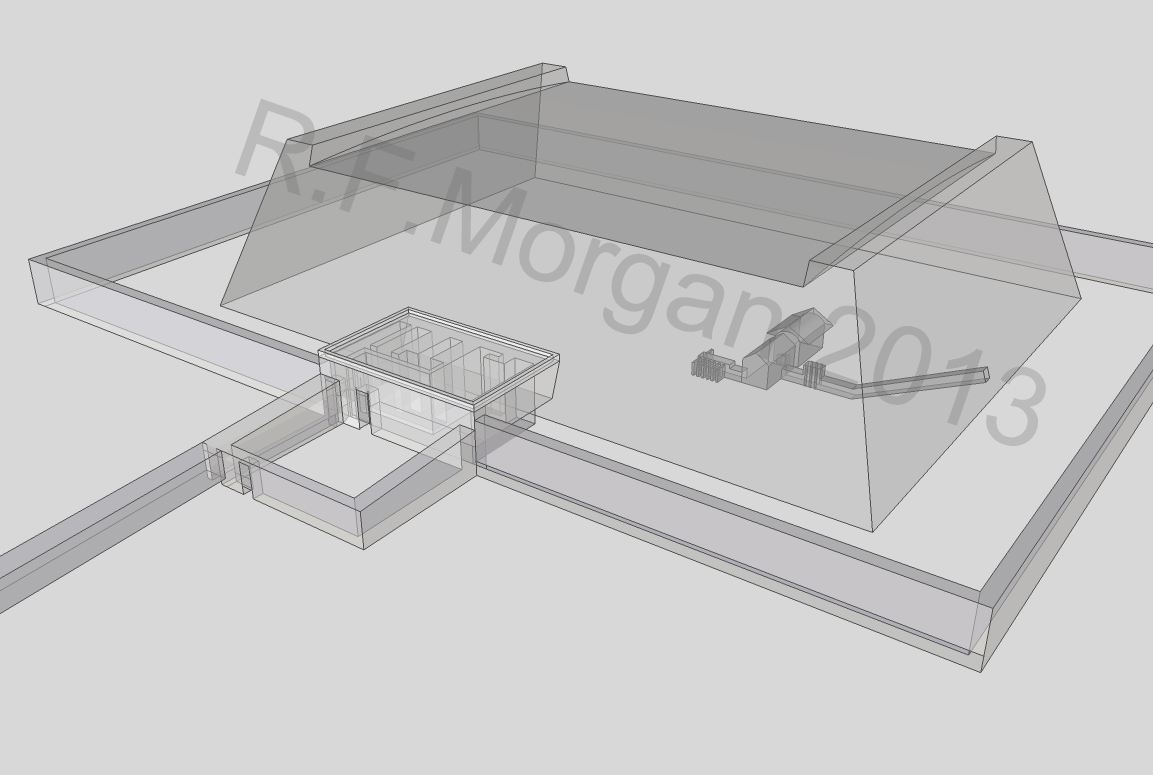
3D rekonstrukció

## A masztaba

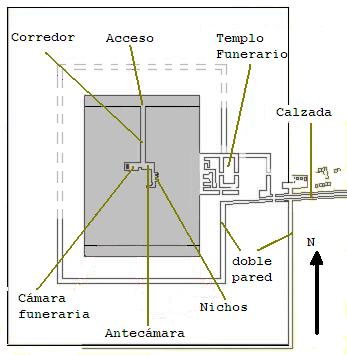
A masztaba szerkezete

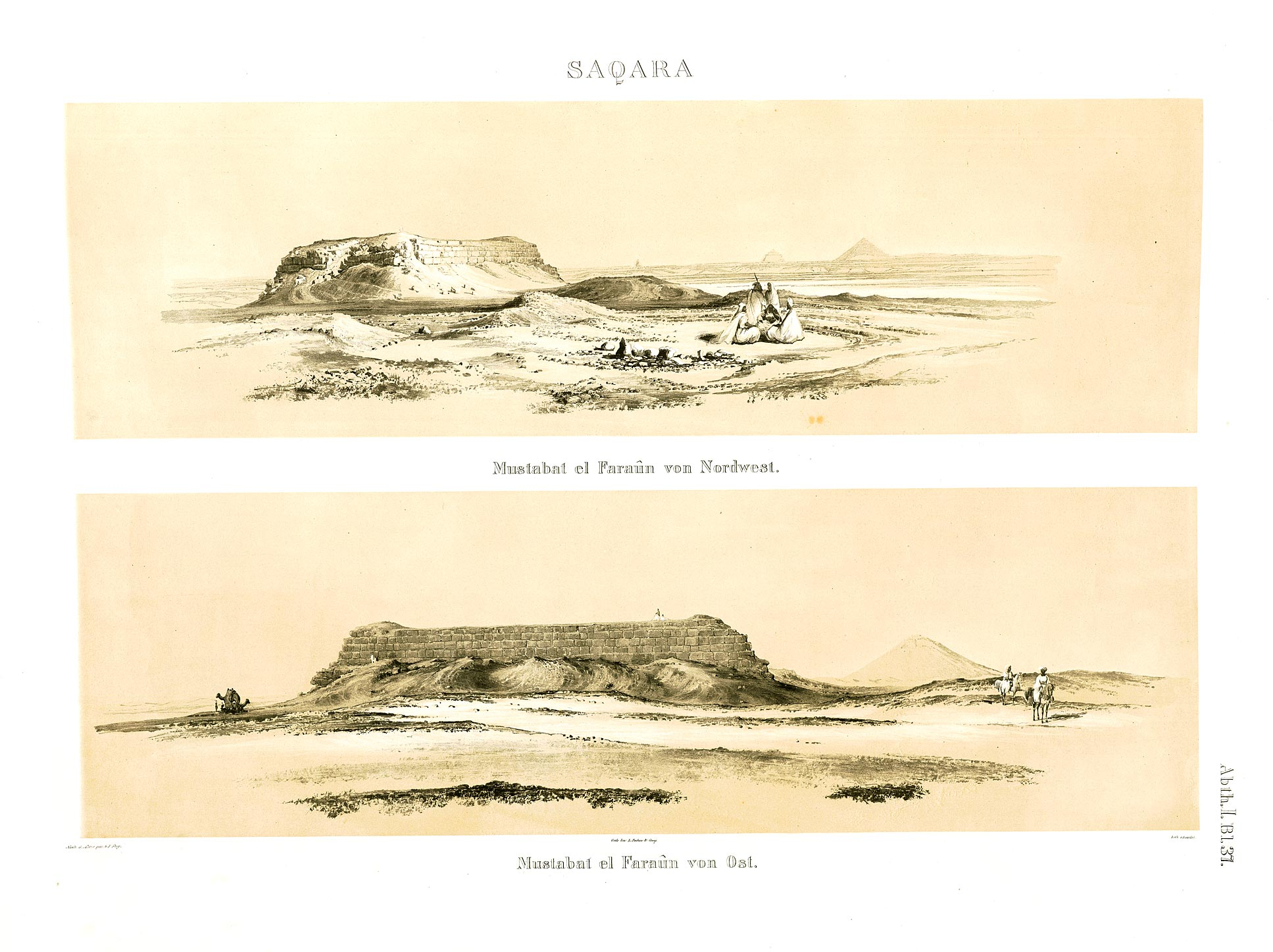
A masztaba Lepsius rajzain

A masztaba alapozása és burkolata mészkőből készült, a teljes felépítmény és a szerkezeti elemek az alépítményben gránitból. A sír csak külalakjában emlékeztet masztabára, valójában a piramisok konstrukciója alapján épült. A felépítményben nincsenek helyiségek, tömör. A köveket a piramisépítéshez kifejlesztett módon rakták, rétegesen, kissé befelé dőlve. Már az alapozása is gigantikus, egy nagy emelvényt építettek, és arra helyezték el a sírt. Az oldalak 70°-os szögben emelkednek, a teteje valamikor kissé íves lehetett, hasonlóan az alépítmény mennyezeteinek álboltozatához. A felépítmény két rövidebb oldalán valószínűleg a tetőn kissé túlnyúló fal volt. Ettől úgy nézhetett ki új korában, mint egy hatalmas szarkofág. A hagyományos piramiskonstrukciótól csak a sírkamra építésének módja tér el, de ebben a korábbi Dzsedefré-piramisra és Baka-piramisra hasonlít. A sírkamrát ugyanis a „nyitott gödör” módszerével készítették, mint a korábbi masztabákét, majd befedték és ráépítették a felépítményt. A külső burkolat valószínűleg sosem készült el teljesen.
Az alépítményben a bejárati folyosó az északi oldalon nyílik, 20,75 méter hosszú volt eredetileg, de a felépítmény rongálódása miatt ma már csak 16,3 méter. 23° 30’ lejtéssel halad egy előszobaféléhez. Itt a folyosó magassága lecsökken két méterről körülbelül 1,3 méterre, és a szélessége is szűkül 1,1 méterre. Az előtérből öt raktárhelyiség nyílik, valamint a sírkamra. A raktárhelyiségek valószínűleg sosem lettek használatba véve. A sírkamra 8,31×3,05×5,55 méteres. Nagy belmagassággal rendelkezik, 4,4 méter magasságban gránit áthidalók fedik be, amelyeket alulról ívesre faragtak, így álboltozatot kaptak. A boltozatok tejeje 5,5 méternél magasabban van. A szarkofág fekete homokkőből készült. Az alépítmény már nem egyszerűen T alakú, mint a Baka-piramisnál, hanem annál kissé bonyolultabb. Némi szünet után – Unisztól – a piramisok jellemző alépítmény-szerkezete ehhez hasonló lesz.

## Sírkerület
A masztabát kettős, palotahomlokzatos kerítésfal vette körül a felépítménnyel párhuzamosan. Ez valószínűleg zárt volt, bár az északi részeiből még nyomok sem maradtak fenn. A belső kerítésfal a felépítménytől körülbelül 10 méterre fut, és 2,05 méter vastag. A keleti oldalhoz illesztett halotti templomnál kitüremkedik, és körbeveszi a templomot is. A külső a templomon kívül halad és egyenes vonalú, 48 méterre a masztabától.
A halotti templom nincs szerkezeti összefüggésben a masztabával, ahogyan a piramisoknál sincs. Egyszerűen csak mellé építették. A templom egy áldozati csarnokból állt, amelyből álajtó nyílik a masztaba felé. A két oldalán öt tárolóhelyiség áll. Nincsen szoborfülke, valahol mégis állhatott egy szobor, mert néhány töredéke előkerült. Kelet felé még két belső udvar is volt. A templomhoz vezet a felvezető út. A völgytemplom és a felvezető út jelenleg még feltáratlan.

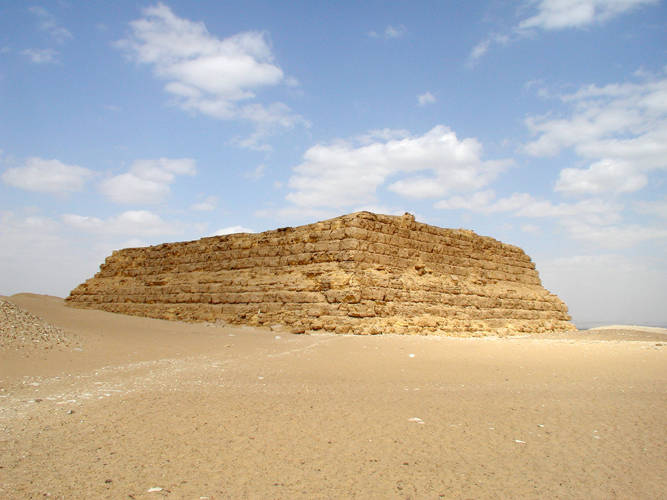
A sír közelről
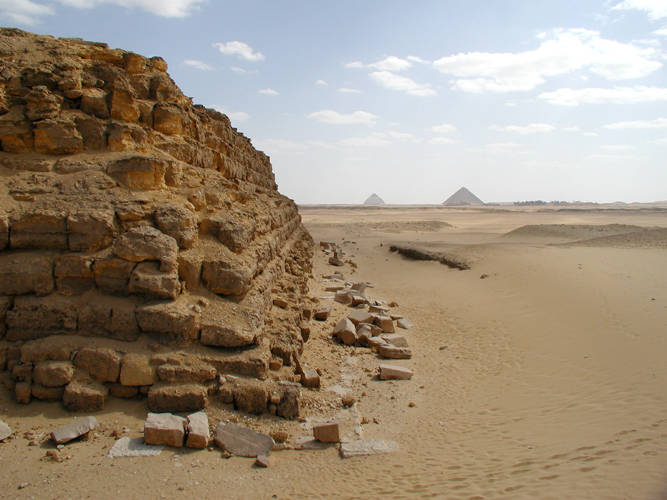
A masztaba északnyugati sarka
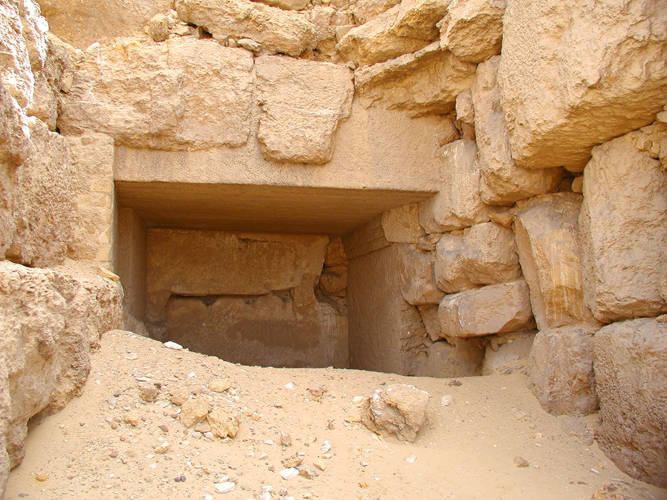
Az északi bejárat